# Myrteola phylicoides
Myrteola phylicoides är en myrtenväxtart som först beskrevs av George Bentham, och fick sitt nu gällande namn av Leslie Roger Landrum. Myrteola phylicoides ingår i släktet Myrteola och familjen myrtenväxter.

## Underarter
Arten delas in i följande underarter:
- M. p. glabrata
- M. p. phylicoides